# Insändare
En insändare är en skrift som skickas till en tidning eller annat massmedium för att publiceras. Insändare kan vara skrivna av privatpersoner eller representanter för organisationer, men de skrivs inte av journalister och ersättning för skrivarbetet utgår inte. Deras syfte är oftast att uttrycka och i mån av plats att argumentera för en åsikt eller att berömma eller klaga på olika företeelser och personer, mest på det lokala planet. Skribenter har möjlighet att vara anonyma och skriva under signatur men redaktionen kräver att få reda på deras identitet av rättsliga skäl. Rena personangrepp förekommer. Ofta ger redaktionen de konkret attackerade personerna, företagen eller myndigheterna samtidigt en möjlighet till replik.

## Vanliga ämnen
Vissa ämnen återkommer regelbundet på insändarsidorna. Kring påsk och nyår hoppas bidrag med vädjan om att folk ska avstå från att använda fyrverkerier för att inte hundar ska bli skrämda. Ofta förekommer vågor av insändare om att hundar bör/ska hållas i ledband samt att deras ägare ska ta upp deras avföring och att katter inte borde få gå fria. Andra återkommande frågor berör fotgängares skyldighet att använda en viss del av gemensam gång- och cykelbana för att inte kollidera med cyklar samt allt som har med cykling att göra: hjälmtvång, cyklisters hyfs och liknande. Även andra trafik- och kollektivtrafikfrågor dryftas regelbundet.